# Try Some, Buy Some
Try Some, Buy Some è un brano musicale composto dal cantautore britannico George Harrison, inizialmente pubblicato nel 1971 su singolo da Ronnie Spector. Quest'ultima registrò a Londra anche altre composizioni di Harrison, come You e When Every Song Is Sung, per il progetto di un abortito disco solista su etichetta Apple Records. La canzone venne co-prodotta dall'allora marito di Ronnie, Phil Spector, che in seguito costrinse la moglie ad abbandonare la carriera musicale. Dopo che il 45 giri si rivelò solo un successo minore, raggiungendo la posizione numero 77 della Billboard Hot 100, il progetto dell'album fu cancellato. Nel 1973, Harrison decise di includere la propria versione del pezzo nel suo album Living in the Material World.
Alcuni commentatori criticarono la scelta di Harrison di inserire la sua rilettura di Try Some, Buy Some in Living in the Material World, adducendo come motivo che la canzone era stata scritta in una tonalità troppo alta per lui, essendo originariamente pensata per essere cantata da Ronnie Spector. Da sempre ammiratore del brano, David Bowie reinterpretò Try Some, Buy Some nel suo album Reality del 2003, eseguendola anche dal vivo durante il tour promozionale dell'album.

## Il brano

### Origine e storia

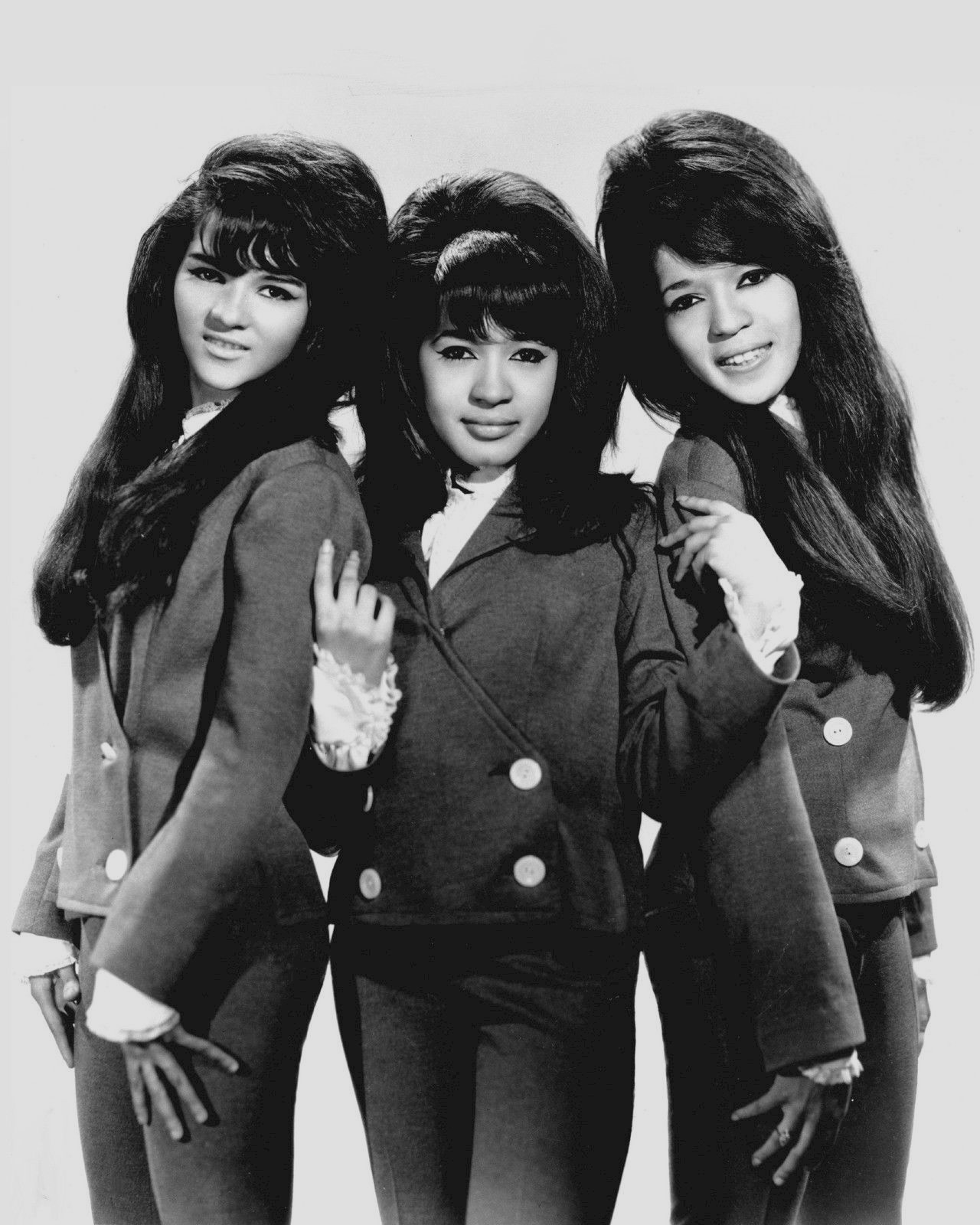
The Ronettes, con Ronnie Spector (al centro), nel 1966

Harrison scrisse Try Some, Buy Some durante le sessioni di All Things Must Pass, il suo acclamato triplo album del 1970, anch'esso co-prodotto da Spector. L'austera melodia della canzone fu influenzata dal fatto che Harrison compose il brano all'organo e non alla chitarra come era sua abitudine. Il testo riflette la percezione di Dio tra le tentazioni associate al mondo materiale e prende la forma del racconto del suo primo risveglio spirituale. In seguito Ronnie Spector ammise di non capire di cosa parlasse il brano, e che non le piaceva nemmeno molto musicalmente. Try Some, Buy Some è notevole dal lato produttivo come esempio della celebre tecnica produttiva di Spector detta Wall of Sound, ma anche per essere stata un significativo insuccesso commerciale per il produttore stesso.
A seguito della loro fruttuosa collaborazione per l'album All Things Must Pass del 1970, Harrison e Phil Spector decisero di provare a resuscitare la carriera della moglie di Spector, Ronnie, ex-cantante solista delle Ronettes. Fin dalla separazione delle Ronettes nel 1967, l'unica uscita musicale di Ronnie Spector era stata You Came, You Saw, You Conquered, un singolo del 1969 su etichetta A&M Records. La sua firma per la Apple Records fu una condizione dell'accordo stipulato da Phil Spector con la compagnia, cosa che fece molto piacere a Harrison e Lennon, dato che entrambi erano grandi fan delle Ronettes. L'idea era quella di produrre un album solista per lei, con la maggior parte delle canzoni composte da Harrison, e pubblicato su etichetta Apple.
Parlando a Phil Symes di Disc and Music Echo nel maggio 1971, Ronnie Spector ammise di odiare il fatto di essere fuori dal music business. La situazione era venuta a crearsi dopo lo scioglimento delle Ronettes e il semi-ritiro di suo marito del 1966, a seguito del fallimento commerciale negli Stati Uniti della canzone River Deep - Mountain High di Ike & Tina Turner, una produzione che Phil Spector considerava il suo capolavoro. Ronnie Spector disse a Symes: «Per quattro anni io e Phil ci nascondemmo da chiunque facesse parte dell'industria musicale e ci ritirammo in California. Ero talmente annoiata e mi mancava così tanto il palco che quasi ebbi un esaurimento nervoso. Se non avessi avuto un figlio, non so proprio cosa avrei fatto».

### Registrazione
Le sessioni per il progettato album si svolsero agli Abbey Road Studios di Londra, a partire dal 2 febbraio 1971. In aggiunta al suo contributo come chitarrista, Harrison portò anche alcuni dei musicisti che avevano suonato con lui in All Things Must Pass: Gary Wright, alle tastiere; il batterista dei Derek and the Dominos Jim Gordon; Klaus Voormann e Carl Radle (quest'ultimo anche lui membro dei Dominos), alternandosi al basso; e Pete Ham dei Badfinger come seconda chitarra e percussionista. Altro partecipante fu Leon Russell, volto noto a Phil Spector in quanto membro regolare dei "The Wrecking Crew" (storico gruppo composto da session man) durante la metà degli anni sessanta. Le sedute proseguirono a Abbey Road il 3 febbraio, giorno nel quale John Lennon si aggiunse al gruppo, suonando presumibilmente il pianoforte.
Oltre a Try Some, Buy Some, le prime canzoni ad essere selezionate per il disco furono altri pezzi provati da Harrison durante le sessioni di All Things Must Pass ma non utilizzati: You e When Every Song Is Sung. Quest'ultima traccia si intitolava inizialmente Whenever ed era stata scritta per Shirley Bassey. Altri brani ad essere registrati furono Loverly Laddy Day; Tandoori Chicken; e, secondo gli autori Chip Madinger e Mark Easter, I Love Him Like I Love My Very Life, che essi suggeriscono fosse un'altra composizione di Harrison.
La lavorazione del pianificato album del ritorno sulle scene di Ronnie Spector terminò qui, a causa dell'erratico comportamento di Spector – o "per problemi di salute", come ipotizzato da Madinger e Easter. Secondo quanto riferito da Harrison nella sua autobiografia I, Me, Mine: "registrammo solo quattro o cinque tracce prima che Phil se ne andasse perdendo interesse nel progetto;... " Tra queste poche canzoni, piuttosto che la più commerciale You, Spector scelse Try Some, Buy Some per essere pubblicata su singolo dalla moglie.
Per la B-side del 45 giri, venne invece selezionato Tandoori Chicken, "un pezzo rock improvvisato", nato in studio dopo che Spector aveva mandato Mal Evans a prendere del cibo. Tandoori Chicken è un brano nello stile rockabilly di Carl Perkins. Harrison ricordò a posteriori che la canzone era stata incisa in una sola take, con "un sacco di cantato scat improvvisato nel mezzo".

### Pubblicazione del singolo
Try Some, Buy Some venne pubblicata su singolo il 16 aprile 1971 in Gran Bretagna (n. cat. Apple 33), e tre giorni dopo negli Stati Uniti (Apple 1832). Nelle interviste promozionali da lei rilasciate alla stampa musicale inglese, Ronnie Spector ammise che le ci volle molto tempo prima di imparare la canzone e "capirne il testo", ma aggiunse anche: "Amo il disco. È completamente diverso da me; è più una cosa musicale che vocale." In America, il recensore di Billboard descrisse Try Some, Buy Some come una "ballata con una produzione potente, che possedeva tutti gli ingredienti per sfondare", mentre suggerì che Ringo Starr ed Eric Clapton avessero potuto contribuire alla registrazione.
Nonostante la rivista Disc and Music Echo definisse la traccia "un grande singolo di debutto", Try Some, Buy Some fallì l'entrata nella classifica britannica UK Top 50. Negli Stati Uniti il 45 giri arrivò fino alla posizione numero 77 della Billboard Hot 100, restando in classifica solo quattro settimane.
Nel 1990, Ronnie Spector scrisse un'autobiografia, intitolata Be My Baby: How I Survived Mascara, Miniskirts, and Madness, dove fu molto negativa nei confronti del suo unico singolo per la Apple. La canzone "faceva schifo", scrisse nel libro, e ammise di non avere ancora oggi la minima idea di che cosa parlasse il brano. "Religione? Droghe? Sesso? Ero confusa", scrive la Spector. "E più George cantava, più ero confusa." Alla luce di quanto da lei dichiarato, Dale Allison criticò la sua esecuzione vocale nell'incisione del 1971: "Non capiva niente della canzone e allora la cantò come un automa."

## Versione di George Harrison
A seguito dell'abbandono delle sessioni per il suo progetto solista da parte di Ronnie Spector nel 1971, gli sforzi di Harrison per i rifugiati della guerra di liberazione bengalese resero minime le sue attività in campo musicale per più di un anno. Dopo aver iniziato la lavorazione del suo secondo album solista dopo lo scioglimento dei Beatles, Living in the Material World, nell'autunno del 1972, egli rivisitò Try Some, Buy Some, sostituendo la traccia vocale della Spector con il proprio cantato, direttamente sopra la traccia strumentale originale. In seguito, George avrebbe ammesso che la tonalità era troppo alta per lui, come anche in You.
Se nel mix originale del singolo del 1971 erano in evidenza i mandolini, per la sua versione Harrison modificò il bilanciamento degli strumenti. In seguito, John Lennon disse che la melodia discendente suonata dagli archi gli fu d'ispirazione per la sua canzone del 1974 #9 Dream. Prima di allora, chiese a Spector di replicare il suono dei mandolini di Try Some, Buy Some nel suo singolo natalizio del 1971 Happy Xmas (War Is Over) (anch'esso prodotto da Spector), facendo eseguire le parti dai chitarristi acustici.

### Pubblicazione inLiving in the Material World
La Apple pubblicò l'LP Living in the Material World nel maggio 1973, con Try Some, Buy Some inclusa come seconda traccia della seconda facciata del vinile originale. L'inclusione di Try Some, Buy Some nell'album confuse alcuni critici e recensori. Scrivendo nel 1981, il critico del NME Bob Woffinden fece notare: "Questo [l'inclusione della traccia sull'album] è stato considerato un trucco subdolo in alcuni ambienti. Tuttavia, poiché il singolo non aveva chiaramente ricevuto l'attenzione che meritava, si potrebbe obiettare che George stava semplicemente prendendosi cura della propria composizione." Alla sua pubblicazione, in un'altrimenti favorevole recensione di Material World, Stephen Holden di Rolling Stone definì la canzone "un tentativo esagerato di riformulare il messaggio spirituale [dell'album] in termini materiali: «Won't you try some / Baby won't you buy some» ("Non vuoi provarne un po'? / Piccola, non vuoi comprarne un po'?"). Su Melody Maker, Michael Watts scrisse che la canzone rappresentava al meglio la descrizione del viaggio di allontanamento di Harrison dal suo "status iconografico" di Beatle.
Simon Leng liquida il progetto dell'album solista di Ronnie Spector come "autoindulgente" da parte dei due produttori e giudicò l'inclusione di Try Some, Buy Some in Material World "inutile, se non per provare che il Wall of Sound di Spector era ormai un anacronismo nel 1973". Ian Inglis descrisse la canzone con le seguenti parole: "Può trattarsi di una canzone d'amore o di un inno salvifico ma, a differenza di altre canzoni dove questo dualismo rafforza l'impatto (come nel caso di Isn't It a Pity), qui stona." Con un differente arrangiamento musicale e l'interpretazione melodrammatica da parte di una cantante tipo Shirley Bassey, Inglis suggerisce, Try Some, Buy Some avrebbe potuto avere miglior fortuna.

## Formazione
- Ronnie Spector – voce (singolo 1971)
- George Harrison – chitarra acustica; voce (1973)
- Leon Russell – piano
- Gary Wright – pianoforte elettrico
- Pete Ham – chitarra acustica
- Klaus Voormann – basso
- Jim Gordon – batteria, tamburello
- John Barham – arrangiamenti orchestrali

## Versione di David Bowie
Secondo l'autore Elliot Huntley, Try Some, Buy Some era "una delle canzoni preferite di sempre" del cantautore britannico David Bowie. Egli reinterpretò la canzone di Harrison nel suo album del 2003 Reality, co-producendo l'incisione insieme a Tony Visconti. Bowie aveva inizialmente pensato di incidere il pezzo per il progettato seguito del suo album Pin Ups del 1973, interamente costituito da cover di brani di altri artisti. Parlando con Rolling Stone poco tempo prima della pubblicazione di Reality, a proposito della sua versione del brano, Bowie disse: «Siamo rimasti abbastanza fedeli all'arrangiamento originale, ma l'atmosfera generale è diversa in qualche modo. È un pezzo molto intenso».
Bowie eseguì occasionalmente Try Some, Buy Some dal vivo durante il suo Reality Tour del 2003-04.